# Melbourne Cricket Ground

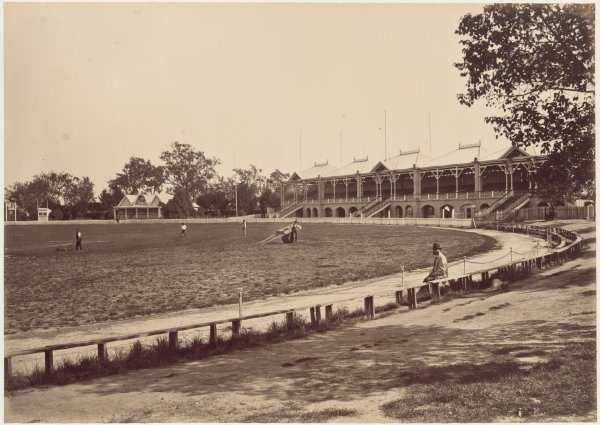
Stadion MCG w 1878 roku

Melbourne Cricket Ground (MCG, The G) – olimpijski stadion w Yarra Park w Melbourne w stanie Wiktoria (Australia). Stadion (otwarty w 1854 roku) uważany jest za stolicę i serce australijskiego sportu. Był główną areną wydarzeń Letnich Igrzysk Olimpijskich w 1956 roku oraz Igrzysk Wspólnoty Brytyjskiej w 2006 roku. Na stadionie rozgrywane są ważne mecze krykieta (m.in. tutaj rozegrano pierwszy międzynarodowy mecz testowy między Australią i Anglią w 1877 roku), a w okresie zimowym rozgrywane są na nim mecze futbolu australijskiego ligi AFL (45 meczów sezonu zasadniczego) kończone tradycyjnie Wielkim Finałem w końcu września.
Zgodnie ze współczesnymi normami stadion MCG mieści około 105 tysięcy widzów siedzących.
15 marca 1959 na stadionie odbyło się spotkanie ewangelizacyjne Billy’ego Grahama. Liczba zgromadzonych wyniosła 143 tysięcy.